# Revolución de Queipa
La Revolución de Queipa fue un levantamiento militar que tuvo lugar en Venezuela el 2 de marzo de 1898, después de que en 1897 Joaquín Crespo organizase un fraude electoral para asegurar la victoria de su partidario, Ignacio Andrade, y que el candidato vencido y caudillo José Manuel Hernández, más conocido como el Mocho Hernández, se alzara contra Crespo.

## Antecedentes
El 10 de septiembre de 1897 se llevan a cabo unas elecciones en donde los principales candidatos son Ignacio Andrade (candidato oficialista) y José Manuel Hernández por el Partido Liberal Nacionalista. Sin embargo, el presidente Joaquín Crespo realiza una maniobra electoral para asegurar la victoria de Ignacio Andrade, lo que ocasiona un descontento general que da inicio a la insurrección.

## Hechos
Los crespistas y los mochistas se enfrentaron en la batalla de la Mata Carmelera el 16 de abril con una victoria para los insurrectos, además se da la muerte de Joaquín Crespo en combate de un disparo. El ejército rebelde rápidamente creció a 1600 combatientes, mientras que el gobierno tenía dos mil, incluyendo milicias de caudillos leales.
El ministro de Guerra, Antonio Fernández, ganó una batalla el 5 de junio. El presidente Ignacio Andrade encargó a Ramón Guerra la campaña, quien derrotó y capturó a José Manuel Hernández el 12 de junio en El Hacha, estado Yaracuy dando fin a la insurrección y trasladando al "El Mocho" a La Rotunda.

## Consecuencias

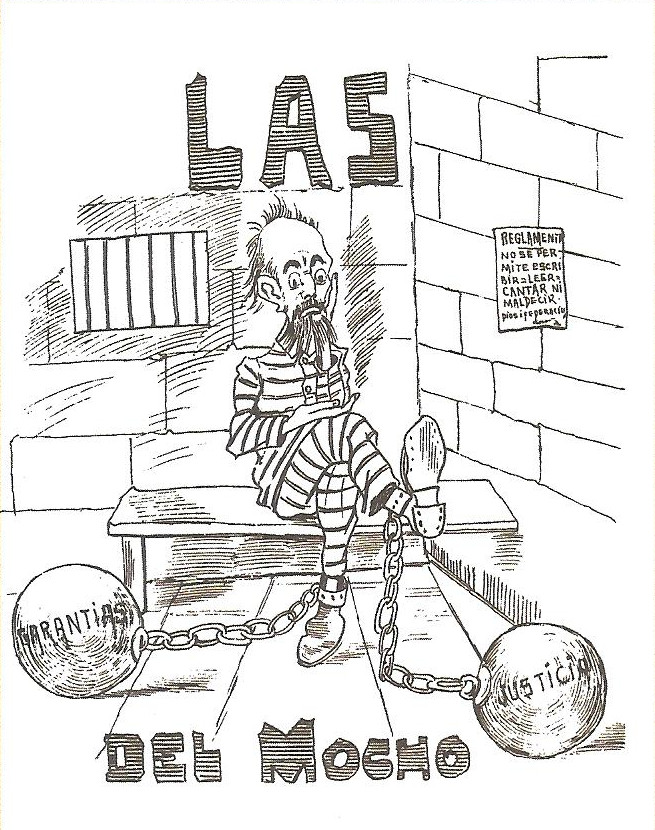
Encarcelamiento del Mocho Hernández.

Aunque la Revolución de Queipa fracaso, el Gobierno de Ignacio Andrade perdió toda su fuerza, lo que desembocaría en su caída al año siguiente.